# Ma vương đi làm!
Ma vương đi làm! (Nhật: はたらく魔王さま! Hepburn:  Hataraku Maou-sama!) là loạt light novel do Wagahara Satoshi thực hiện và minh họa bởi Oniku. Tác phẩm đã đăng trên tạp chí Dengeki Bunko của ASCII Media Works từ ngày 10 tháng 2 năm 2011. Cốt truyện xoay quanh chúa quỷ Satan sau khi thất thủ trong việc chiếm toàn thế giới của mình đã rút đến một thế giới khác thông qua cổng chuyển dịch mà trường hợp này là đến Nhật Bản. Nhưng tại thế giới này chúa quỷ lại thấy rằng không thể sử dụng phép thuật một cách tự nhiên mà phải rất hạn chế và để hòa nhập với thế giới này Satan đã làm việc bán thời gian chờ thời điểm để quay trở về. Những người đánh bại chúa quỷ cũng theo đến thế giới này để chắc chắn rằng chúa quỷ sẽ không trở lại nhưng cũng mất luôn phép thuật nên dù tìm thấy được Satan thì  cũng chẳng làm gì được nhau vì thế cuộc sống cứ thế tiếp tục, theo thời gian mọi người bắt đầu hiểu nhau hơn và các nhân vật mới bắt đầu xuất hiện và nảy sinh nhiều tình huống hài hước.
Tác phẩm đã giành giải bạc tại Dengeki Shōsetsu Taishō lần thứ 17 do ASCII Media Works tổ chức năm 2010. Tiểu thuyết này đã được chuyển thể thành các loại hình truyền thông khác như hai loạt manga đăng trên hai tạp chí Dengeki Daioh và Dengeki Maoh. Chuyển thể anime cũng đã được thực hiện và phát sóng từ ngày 04 tháng 4 đến ngày 27 tháng 6 năm 2013.

## Tổng quan

### Sơ lược cốt truyện
Ma vương Satan tìm cách chinh phục thế giới Ente Isla bằng cách sáp nhập bốn lục địa với sự giúp đỡ của 4 Đại nguyên sái của hắn là Alciel, Lucifer, Malacoda và Adramelech. Sau khi đối đầu với người anh hùng Emilia. Satan và Alciel cố trốn thoát khỏi thế giới Ente Isla thông qua một cánh cổng dẫn đến Tokyo hiện đại, Nhật Bản. Tuy nhiên, do không có ma thuật trong thế giới hiện đại này, cả Satan và Alciel đều thay đổi thành những hình dạng con người để dễ bề tồn tại. Để có thể sống đất nước Nhật này, Satan nhận một công việc bán thời gian trong một nhà hàng thức ăn nhanh tên là MgRonald, trong khi Alciel làm nội trợ ở nhà cho hắn. Một ngày nọ, Satan, hiện đang đi đâu đó thì gặp một cô gái thực sự là Emilia dưới hình dạng Emi Yusa. Câu chuyện sau đó mở ra và khám phá tính cách của từng nhân vật và giá trị đạo đức của họ. Nhiều nhân vật xuất hiện hơn từ Ente Isla và họ cũng phải đối mặt với những tình huống khó đỡ ở thế giới mới này.

## Nhân vật

#### Maou Sadao
Maou Sadao (真奥 貞夫, Maou Sadao) / Satan Jacob (サタンジャコブ Satan Jakobu) 
Lồng tiếng bởi: Shinobu Matsumoto
Là nhân vật chính trong bộ truyện. Anh là Ma Vương và cùng với bốn Ác ma Đại nguyên soái dưới trướng mình khơi mào chiến tranh ở Enta Isla với ý định thôn tính cả bốn lục địa. Tuy nhiên sau trận chiến với Dũng Sĩ Emilia Justina, anh bắt buộc phải chạy trốn tới Trái Đất và mất đi gần hết sức mạnh. Anh quyết định làm bán thời gian ở cửa hàng MgRonald. Anh cùng những Ác ma khác có thể lấy lại hình dạng ban đầu bằng sự tuyệt vọng hay nỗi sợ hãi của con người.

#### Yusa Emi
Yusa Emi (遊佐 恵美, Yusa Emi) / Emilia Justina (エミリア・ユスティーナ Emiria Jasutina) 
Lồng tiếng bởi: Yuu Asakawa
Là nữ chính trong bộ truyện và là Dũng Sĩ đã đánh bại Ma Vương. Sau khi khiến cho Ma Vương phải trốn khỏi Ente Isla, cô bám theo hắn tới Nhật Bản để chắc rằng hắn đã bị tiêu diệt. Tuy nhiên, cũng giống như Ma Vương, cô cũng bị mất gần hết sức mạnh, chỉ còn đủ để quay về và cũng bắt buộc phải sử dụng tên Nhật. Cô cũng kiếm một công việc, trở thành một nhân viên tư vấn khách hàng. Cô là nửa người/nửa thiên thần. Dường như cô có tình cảm với Ma Vương Maou Sadao.

#### Lucifer
Urushihara Hanzou (漆原 半蔵, Urushihara Hanzou) / Lucifer(ルシフェル Rushiferu)
Lồng tiếng bởi: Hiro Shimono
Là một Thiên thần sa ngã và một trong những Ác ma Đại nguyên soái của Maou Sadao ở Enta Isla. Sau khi bị đánh bại bởi Emilia, hắn đã được Olba Meyer bí mật cứu mạng, người hứa sẽ giúp Lucifer trở lại Thiên giới nếu họ trở thành đồng minh để đánh bại Maou. Sau khi bị Maou và Emi đánh bại, hắn chuyển đến sống với Maou với Ashiya và trở thành kẻ ăn bám như là hikikomori hoặc là NEET.

#### Alciel
Ashiya Shirou (芦 屋 四郎, Ashiya Shirō) / Alciel (ア ル シ エ ル Arushieru) 
Lồng tiếng bởi: Takehito Koyasu
Là một trong những Ác ma Đại nguyên soái của Maou Sadao và cùng chạy trốn đến trái đất với Ma vương của mình. Là một kẻ vô cùng trung thành với Maou, anh đảm nhận nhiệm vụ nội trợ ở nhà và đi đến thư viện để nghiên cứu cách lấy lại sức mạnh của họ.

#### Kamazuki Suzuno
Kamazuki Suzuno (鎌月 鈴乃, Kamazuki Suzuno) / Crestia Bell (クレスティア・ベル Kuresutia Beru)
Lồng tiếng bởi: Kanae Ito
Là người hàng xóm ở phòng cạnh bên của Maou Sadao và đồng thời người đứng đầu của Hội đồng điều chỉnh giáo lý trong Giáo hội Ente Isla. Cô thường nhìn thấy mặc một bộ kimono vì cô chỉ sở hữu quần áo truyền thống thay vì những bộ đồ hiện đạị khác.

#### Sasaki Chiho
Sasaki Chiho (佐々木 千穂, Sasaki Chiho) 
Lồng tiếng bởi: Nao Tõyama
Là bạn và là đồng nghiệp của Maou tại MgRonald. Cô có tình cảm với Maou. Cô có thể nghe và hiểu được ngôn ngữ của Ente Isla, sau khi nhận sự phản hồi từ một phép thôi miên mà Maou sử dụng lên cha cô, thanh tra Sasaki.

#### Alas Ramus
Alas Ramus (アラス・ラムス, Arasu Ramusu) 
Lồng tiếng bởi: Hina Kino 
Là 1 bé gái xem Maou và Emi như cha và mẹ. Cô bé là một mảnh của Yesod - một trong những yếu tố của Sephiroth.

## Truyền thông

### Light novel
Loạt light novel do Wahara Satoshi thực hiện và minh họa bởi Oniku. Tác phẩm đã đăng trên tạp chí Dengeki Bunko của ASCII Media Works từ ngày 10 tháng 2 năm 2011. Các chương sau đó được tập hợp lại và phát hành thành các bunkobon, tính đến ngày 7 tháng 8 năm 2020 thì đã có 21 tập được phát hành. Tiểu thuyết đã giành giải bạc tại Dengeki Shōsetsu Taishō lần thứ 17 do ASCII Media Works tổ chức năm 2010. Kadokawa Media giữ bản quyền phát hành loạt tiểu thuyết này ở Đài Loan.

### Manga
Hīragi Akio đã thực hiện chuyển thể manga của loạt tiểu thuyết và đăng trên tạp chí dành cho shōnen là Dengeki Daioh của ASCII Media Works từ tháng 2 năm 2012. Các chương sau đó đã được tập hợp lại và phát hành thành các tankōbon, tính đến ngày 26 tháng 5 năm 2023 thì đã có 21 tập được phát hành.
Một chuyển thể manga ngoại truyện do Mishima Kurone thực hiện có tên Hataraku Maō-sama! High School! (はたらく魔王さま！ハイスクール！) đã đăng trên tạp chí Dengeki Maoh cũng của ASCII Media Works từ tháng 6 năm 2012. Các chương sau đó cũng được tập hợp lại và phát hành thành các tankōbon, tính đến ngày 1 tháng 12 năm 2013 thì đã có 3 tập được phát hành.
ASCII Media Works cũng đã phát hành một tuyển tập tập hợp các mẫu truyện theo phong cách 4 hình một chương của nhiều tác giả khác nhau vào ngày 27 tháng 6 năm 2013.

### Radio Internet
Một chương trình phát thanh trên mạng có tên Radio mo Hataraku Yūsha-sama! (ラジオでもはたらく勇者さま!) đã phát sóng từ ngày 02 tháng 3 đến ngày 05 tháng 7 năm 2013 trên trang mạng chuyên phát radio của Lantis với người dẫn chương trình là nhân vật Sasaki Chiho và Yusa Emi. Đĩa drama CD của chương trình đã phát hành trong sự kiện Comiket lần thứ 84.

### Anime
White Fox đã thực hiện chuyển thể anime của tiểu thuyết dưới sự chỉ đạo của Hosoda Naoto. Anime lên sóng từ ngày 04 tháng 4 đến ngày 27 tháng 6 năm 2013 với 13 tập tại Nhật Bản trên Tokyo MX và các kênh khác. Pony Canyon đã phát hành phiên bản BD/DVD của bộ anime. FUNimation Entertainment đã đăng ký bản quyền phiên bản tiếng Anh để tiến hành phân phối tại thị trường Bắc Mỹ.
Mùa thứ hai của anime có tựa đề là Hataraku Maou-sama!!, do xưởng phim Studio 3Hz thực hiện và đạo diễn bởi Tsukushi Daisuke. Anime được lên kế hoạch phát sóng vào tháng 7 năm 2022.

### Âm nhạc
Bộ anime có hai bài hát chủ đề một mở đầu và một kết thúc. Bài hát mở đầu có tựa ZERO!! do Kuribayashi Minami trình bày, đĩa đơn chứa bài hát đã phát hành vào ngày 24 tháng 4 năm 2013 với hai bản bình thường và giới hạn, bản giới hạn có đính kèm DVD chứa đoạn phim trình bày nhạc phẩm. Bài hát kết thúc chính là bài Tsuki Hana (月花) do nano.RIPE trình bày, bài hát kết thúc thứ hai là bài Tsumabiku Hitori (ツマビクヒトリ) do Nano.RIPE trình bày, đĩa đơn chứa hai bài hát đã phát hành vào ngày 22 tháng 5 năm 2013. Album chứa các bản nhạc dùng trong bộ anime đã phát hành vào ngày 26 tháng 6 năm 2013. Album chứa các bản nhạc do các nhân vật trình bày đã phát hành vào ngày 11 tháng 9 năm 2013.
| ZERO!!           | ZERO!!                                                                | ZERO!!     |
| STT              | Nhan đề                                                               | Thời lượng |
| ---------------- | --------------------------------------------------------------------- | ---------- |
| 1.               | "ZERO!!"                                                              | 4:04       |
| 2.               | "Suki Janakattara... (好きじゃなかったら...)"                         | 5:15       |
| 3.               | "ZERO!! (off vocal)"                                                  | 4:04       |
| 4.               | "Suki Janakattara... (off vocal) (好きじゃなかったら... (off vocal))" | 5:15       |
| Tổng thời lượng: | Tổng thời lượng:                                                      | 18:38      |

| Sankaku e.p. / nano.RIPE (サンカク e.p. / nano.RIPE) | Sankaku e.p. / nano.RIPE (サンカク e.p. / nano.RIPE) | Sankaku e.p. / nano.RIPE (サンカク e.p. / nano.RIPE) |
| STT                                                  | Nhan đề                                              | Thời lượng                                           |
| ---------------------------------------------------- | ---------------------------------------------------- | ---------------------------------------------------- |
| 1.                                                   | "Star Chart (スターチャート)"                        | 4:36                                                 |
| 2.                                                   | "Tsuki Hana (月花)"                                  | 4:47                                                 |
| 3.                                                   | "Tsumabiku Hitori (ツマビクヒトリ)"                  | 4:47                                                 |
| Tổng thời lượng:                                     | Tổng thời lượng:                                     | 13:09                                                |

| Hataraku Maō-sama! ORIGINAL SOUND TRACK (はたらく魔王さま!オリジナルサウンドトラック) | Hataraku Maō-sama! ORIGINAL SOUND TRACK (はたらく魔王さま!オリジナルサウンドトラック) | Hataraku Maō-sama! ORIGINAL SOUND TRACK (はたらく魔王さま!オリジナルサウンドトラック) |
| STT                                                                                   | Nhan đề                                                                               | Thời lượng                                                                            |
| ------------------------------------------------------------------------------------- | ------------------------------------------------------------------------------------- | ------------------------------------------------------------------------------------- |
| 1.                                                                                    | "ZERO!! (Short Size)"                                                                 | 1:34                                                                                  |
| 2.                                                                                    | "Ente ・ Isla (エンテ・イスラ)"                                                       | 1:58                                                                                  |
| 3.                                                                                    | "Tatakai no Makuake (戦いの幕開け)"                                                   | 2:12                                                                                  |
| 4.                                                                                    | "Taiji (対峙)"                                                                        | 2:08                                                                                  |
| 5.                                                                                    | "Maou, Sasazuka ni Tatsu (魔王、笹塚に立つ)"                                          | 1:42                                                                                  |
| 6.                                                                                    | "Isekai (異世界)"                                                                     | 1:59                                                                                  |
| 7.                                                                                    | "Maoujou (魔王城)"                                                                    | 1:44                                                                                  |
| 8.                                                                                    | "Hajimete no Rirekisho (初めての履歴書)"                                              | 1:50                                                                                  |
| 9.                                                                                    | "Ashiya no Kunou (芦屋の苦悩)"                                                        | 1:50                                                                                  |
| 10.                                                                                   | "Kyouteki (強敵)"                                                                     | 2:19                                                                                  |
| 11.                                                                                   | "Maou, Yuusha to Saikaisuru (魔王、勇者と再会する)"                                   | 1:56                                                                                  |
| 12.                                                                                   | "Innen no Taiketsu (因縁の対決)"                                                      | 1:49                                                                                  |
| 13.                                                                                   | "Yuusha, Maoujou wo Otozureru (勇者、魔王城を訪れる)"                                 | 1:42                                                                                  |
| 14.                                                                                   | "Binbou Seikatsu (貧乏生活)"                                                          | 1:47                                                                                  |
| 15.                                                                                   | "Maou-ke no Shokutaku (魔奥家の食卓)"                                                 | 2:03                                                                                  |
| 16.                                                                                   | "Chiho (千穂)"                                                                        | 1:43                                                                                  |
| 17.                                                                                   | "Ente ・ Isla wo Akiramenasai (エンテ・イスラを諦めなさい)"                           | 1:48                                                                                  |
| 18.                                                                                   | "Yuusha, Maoujou ni Tomaru (勇者、魔王城に泊まる)"                                    | 1:53                                                                                  |
| 19.                                                                                   | "Fuon (不穏)"                                                                         | 1:58                                                                                  |
| 20.                                                                                   | "Ashiya, Harikiru (芦屋、張り切る)"                                                   | 1:50                                                                                  |
| 21.                                                                                   | "Chiho to no Date (千穂とのデート)"                                                   | 1:54                                                                                  |
| 22.                                                                                   | "Miteirarenai! (見ていられない！)"                                                    | 1:46                                                                                  |
| 23.                                                                                   | "Shuraba (修羅場)"                                                                    | 2:22                                                                                  |
| 24.                                                                                   | "Emi vs Chiho (恵美vs千穂)"                                                           | 1:43                                                                                  |
| 25.                                                                                   | "Kuragari no Naka de (暗がりの中で)"                                                  | 1:49                                                                                  |
| 26.                                                                                   | "Maou, Chikara wo Torimodosu (魔王、力を取り戻す)"                                    | 2:25                                                                                  |
| 27.                                                                                   | "Eyecatch A (アイキャッチA)"                                                          | 0:10                                                                                  |
| 28.                                                                                   | "MagRonald he Youkoso (マグロナルドへようこそ)"                                       | 2:00                                                                                  |
| 29.                                                                                   | "Eyecatch B (アイキャッチB)"                                                          | 0:08                                                                                  |
| 30.                                                                                   | "Maou to Ashiya (真奥と芦屋)"                                                         | 1:48                                                                                  |
| 31.                                                                                   | "Urushibara (漆原)"                                                                   | 1:51                                                                                  |
| 32.                                                                                   | "Sakusen Kaigi (作戦会議)"                                                            | 1:45                                                                                  |
| 33.                                                                                   | "Shinnyuu (侵入)"                                                                     | 1:44                                                                                  |
| 34.                                                                                   | "Gakkou no Nanafushigi (学校の七不思議)"                                              | 2:03                                                                                  |
| 35.                                                                                   | "Odayaka na Hibi (穏やかな日々)"                                                      | 1:56                                                                                  |
| 36.                                                                                   | "ZERO!!（Acoustic Ver.）"                                                             | 2:25                                                                                  |
| 37.                                                                                   | "Kossori to (こっそりと)"                                                             | 2:05                                                                                  |
| 38.                                                                                   | "Suzuno (鈴乃)"                                                                       | 1:47                                                                                  |
| 39.                                                                                   | "Semarikuru Kyoufu (迫り来る恐怖)"                                                    | 2:10                                                                                  |
| 40.                                                                                   | "Ikari (怒り)"                                                                        | 1:46                                                                                  |
| 41.                                                                                   | "Subtitle (サブタイトル)"                                                             | 0:10                                                                                  |
| 42.                                                                                   | "Kodoku (孤独)"                                                                       | 1:28                                                                                  |
| 43.                                                                                   | "Maou Tachi no Nichijou (真奥たちの日常)"                                             | 1:54                                                                                  |
| 44.                                                                                   | "Atatakai Omoide (温かい思い出)"                                                      | 1:51                                                                                  |
| 45.                                                                                   | "Kokyou (故郷)"                                                                       | 2:14                                                                                  |
| 46.                                                                                   | "Yasashisa ni Furete (優しさに触れて)"                                                | 2:02                                                                                  |
| 47.                                                                                   | "Gekka (Acoustic Ver.) (月花（Acoustic Ver.）)"                                       | 1:48                                                                                  |
| 48.                                                                                   | "Yokan (予感)"                                                                        | 1:45                                                                                  |
| 49.                                                                                   | "Kakusei (覚醒)"                                                                      | 2:32                                                                                  |
| 50.                                                                                   | "Maou to Yuusha no Chikara (魔王と勇者の力)"                                          | 2:10                                                                                  |
| 51.                                                                                   | "Gekka (Short Size) (月花 (Short Size))"                                              | 1:33                                                                                  |
| 52.                                                                                   | "Star Chart (Short Size) (スターチャート (Short Size))"                               | 1:34                                                                                  |
| 53.                                                                                   | "Tsumabiku Hitori (Short Size) (ツマビクヒトリ (Short Size))"                         | 1:34                                                                                  |
| Tổng thời lượng:                                                                      | Tổng thời lượng:                                                                      | 1:35:57                                                                               |

| Hataraku Maō-sama! Character Song Album "Utau Maousama!?" (はたらく魔王さま！ キャラソンミニアルバム「歌う魔王さま!?」) | Hataraku Maō-sama! Character Song Album "Utau Maousama!?" (はたらく魔王さま！ キャラソンミニアルバム「歌う魔王さま!?」) | Hataraku Maō-sama! Character Song Album "Utau Maousama!?" (はたらく魔王さま！ キャラソンミニアルバム「歌う魔王さま!?」) |
| STT | Nhan đề | Thời lượng |
| --- | --- | --- |
| 1. | "MgRonald Hatagayaeki Zen he Youkoso (マグロナルド幡ヶ谷駅前店へようこそ)"                                              | 3:41 |
| 2. | "Seigi ni Utsusu Tsuki (正義に映す月)"                                                                                  | 4:30 |
| 3. | "End of Days (エンド・オブ・デイズ)"                                                                                    | 4:21 |
| 4. | "Respect?<LOVE!!" | 3:34 |
| 5. | "Daten no Kanbi na Etsuraku (堕天の甘美な悦楽)"                                                                         | 4:01 |
| 6. | "Udon Bojou (うどん慕情)"                                                                                               | 3:43 |
| Tổng thời lượng: | Tổng thời lượng: | 23:50 |

## Đón nhận
Cái kết của light novel đã gây ra một cuộc tranh cãi lớn.